# Mario Dancsó
Mario Dancsó (* 1978 in Feldkirch, Vorarlberg) ist ein österreichischer Musiker und Komponist. Seine musikalischen Wurzeln liegen im Rock, Blues und Jazz. 

## Leben
Dancsó wuchs in der vorarlbergischen Gemeinde Viktorsberg und Wien auf. Er begann als Jugendlicher auf autodidaktischem Weg Gitarre zu lernen, was ihn so begeisterte, dass er nach der Pflichtschulzeit die Schule verließ, um sich ausschließlich auf die Musik zu konzentrieren. Später studierte er Jazzgitarre u. a. am Franz Schubert Konservatorium, Prayner Konservatorium und Vienna Konservatorium in Wien, wo er unter Christian Havel diplomierte.
Sein Debüt als Komponist gab Dancsó 2004 für das Tanztheaterstück Das Leben des Francois Villon von Mike Löwenrosen, welches im Theater Akzent in Wien uraufgeführt wurde. In den folgenden Jahren arbeitete er als Auftragskomponist im Bereich der audiovisuellen Medien für Regisseure wie Richard Rossmann, Wolfgang Hackl, Marco Rosi, Peter Zurek, Günter Kaindlstorfer, Maren Niemeyer, Mariano Margarit, Herbert Krill oder Lee Bradley. Seine Musik findet u. a. Verwendung in den Werbekampagnen von „Ischgl-Relax if you can“, „Serfaus Fiss Ladis“, „Vier Pfoten“, „NEOS“, „WienTourismus“, „Niederösterreich Tourismus“ u. v. m.
Von 2003 bis 2016 arbeitete Dancsó als Dozent für Jazzgitarre und Homerecording am Vienna Konservatorium und anschließend von 2016 bis 2020 am Prayner Konservatorium, wo er Jazzgitarre, Homerecording, Songwriting und Arrangement unterrichtete. Seit 2016 ist er als Dozent für Jazzgitarre an der Jam Music Lab – Privatuniversität für Jazz und Popularmusik Wien und der Friedrich Gulda School of Music Wien tätig.
2021 gründete Dancsó die Music Works GmbH, wo er als Geschäftsführer fungiert.

## Filmographie (Auszug)
- Das Leben des Francois Villon, Tanztheater, Regie: Mike Löwenrosen (2004)
- Spuren im Sand – Momentkust in der tunesischen Sahara, Regie: Wolfgang Hackl, Produktion 3sat, Erstsendung (2005)
- The Explosiv War – (2006) TV-Dokumentation, Regie: Marco Rosi, Erstsendung am 24. März 2006 ORF 2.
- Feuchtwanger lebt! Reportage, Deutschland, 2008, 44 Min., Buch und Regie: Herbert Krill, Produktion: 3sat, Erstsendung: 17. Dezember 2008, 44 Min.
- Das afrikanische Jahrzehnt, TV-Dokumentation, Regie Peter Zurek (2009)
- Ski Heil – Die zwei Bretter die die Welt bedeuten (2009), Regie Richard Rossmann
- Faszination Form Farbe – Design aus Deutschland, Produktdesign, Modedesign, Kommunikationsdesign, Dokumentation, Co-Regie Sissi Hüetlin, Deutschland 2009, 3 × 26 Min, Produktion: DW-TV (2009)
- Son of Armani, Kinodokumentation kurz, Regie: Mathias Zuder, (2009)
- Das Sultanat Oman Doku für ZDF 3sat und Ministry of Tourism, Sultanate Oman, Erstausstrahlung am 6. Januar 2010
- Tag ein Tag aus – Kino Dokumentation, Regie Richard Rossmann (2011)
- Broadway can bounce, Musical, Regie: Cedric Lee Bradley, Erstaufführung Palais Nowak Wien  28. September 2012
- Aus dem Auge Dokumentarfilm kurz, DE/AT 2013, Farbe, 11 min. Regie: Mathias Zuder Diagonale (2013)
- Die Macht der Bilder – Lüge und Propaganda im Ersten Weltkrieg – Film von Günter Kaindlstorfer | 3sat (2014)
- Äpfel und Birnen – Kino Dokumentation, Regie: Richard Rossmann, (2016)